# Let Him Go
Let Him Go (titulada Uno de nosotros en España y Déjalo ir en Hispanoamérica) es una película neo-western de 2020 producida, escrita y dirigida por Thomas Bezucha, basada en la novela homónima de 2013 del escritor Larry Watson. Está protagonizada por Kevin Costner y Diane Lane.
Fue estrenada en cines en los Estados Unidos el 6 de noviembre de 2020 por Focus Features.

## Sinopsis
Tras la muerte de su hijo, un alguacil retirado y su esposa luchan por rescatar a su nuera viuda y su nieto de una familia peligrosa fuera de la red.

## Reparto
- Diane Lane como Margaret Blackledge
- Kevin Costner como George Blackledge
- Lesley Manville como Blanche Weboy
- Will Brittain como Donnie Weboy
- Jeffrey Donovan como Bill Weboy
- Kayli Carter como Lorna Blackledge
- Booboo Stewart como Peter Dragswolf

## Producción
La película fue anunciada en febrero de 2019, con Thomas Bezucha dirigiendo su guion basado en la novela de Larry Watson, con Kevin Costner y Diane Lane como protagonistas. Bezucha también estaría a cargo de la producción junto a Paula Mazur y Mitchell Kaplan. La filmación empezó en abril de 2019 en Calgary, con Lesley Manville, Brittain, Jeffrey Donovan y Kayli Carter uniéndose al reparto. Booboo Stewart se unió al elenco en mayo.

## Estreno
La película se lanzó el 6 de noviembre de 2020 por Focus Features. Su estreno estaba previsto para el 21 de agosto de 2020, pero fue retrasado debido a la pandemia de COVID-19.

## Recepción
En el sitio web del agregador de reseñas Rotten Tomatoes, tiene una calificación de aprobación de 76 % según 78 reseñas, con un índice mediano de 6.80/10. El consenso de críticos del sitio dice: "La mezcla desigual de drama para adultos y thriller de venganza de Let Him Go se suaviza con el trabajo sólido de un elenco veterano." En Metacritic, tiene un puntaje promedio de 63 sobre 100 basado en 31 críticos, indicando "críticas generalmente favorables", y tiene un puntaje de 6.5 sobre 10 según los usuarios. En IMDb tiene un puntaje de 6.7 sobre 10 según 12.144 usuarios. Y en Google tiene un puntaje de 74%.
Owen Gleiberman de Variety elogió las actuaciones de Costner y Lane, diciendo: "Lo dan todo en una película de género que fusiona suspenso con emoción honesta". Escribiendo para The Globe and Mail, Barry Hertz le dio a la película 3 de 4 estrellas diciendo: "Un thriller hábilmente ejecutado que está dirigido estrictamente a un grupo demográfico (audiencias mayores de 50 años a quienes les gusta un poco de violencia en sus dramas de la tercera edad) pero tiene éxito en entretener a cualquiera que se encuentre en su camino polvoriento y sangriento".